# När ett vänligt solsken sprider
När ett vänligt solsken sprider är en psalmtext med sex 8-radiga verser av Lina Sandell-Berg och den finländske prästen Fredrik Gabriel Hedberg. 

## Publicerad i
- Svenska Missionsförbundets sångbok 1920 som nr 72 under rubriken "Jesu person"